# Folkekonomi
Folkekonomi (även folkhushållning, nationell ekonomi) är en term som användes i kommunistiska stater och Östblocket (och fortfarande används i många länder som tidigare var kommunistiska, t.ex. Polen och Ryssland) för att beteckna de värdeskapande verksamheterna inom landet (näringslivet) samt dess resultat. Folkekonomin drevs på av den statliga plankommitté som ansvarade för de berömda 5-årsplanerna.
Även i Sverige har termen folkhushållning förekommit, och ett särskilt folkhushållningsdepartement fanns under andra världskriget och fram till 1950. Detta sysslande dock inte med produktionsfrågor utan med ransonering.